# Yasser Radwan
Yasser Radwan – o Radwan Yasser – (ad-Daqahliyya, 22 aprile 1972) è un ex calciatore egiziano, di ruolo difensore.

## Palmarès

### Club

#### Competizioni nazionali
- Coppa d'Egitto: 1

Al-Ahly: 2002-2003
- Supercoppa d'Egitto: 1

Al-Ahly: 2003

#### Competizioni internazionali
- Supercoppa CAF: 1

Al-Ahly: 2002